# Hamilton (Virginia)
Hamilton ist eine Stadt in Loudoun County im US-Bundesstaat Virginia. Das U.S. Census Bureau hat bei der Volkszählung 2020 eine Einwohnerzahl von 619 ermittelt.
Hamilton liegt etwa acht Kilometer östlich von seinem Nachbarort Purcellville und rund zehn Kilometer westlich von Leesburg, der Kreisstadt von Loudoun County.
Die Stadt, die ursprünglich Harmony genannt wurde, begann 1868 aufzublühen, als die Washington and Old Dominion Railroad bis Hamilton geführt wurde. 1926 zerstörte ein Feuer die meisten Geschäfte der Stadt und die Besucherzahlen gingen zurück. 
Heute verkörpert Hamilton den Begriff „small town America“. Im Juni feiert die Gemeinde sich selbst im Rahmen des Hamilton Day.